# Dimension Zero
Dimension Zero (gegründet unter dem Namen Agent Orange) ist eine Melodic-Death-Metal-Band aus Schweden.

## Geschichte
Die Band wurde 1995 von Jesper Strömblad und Glenn Ljungström (ex-In Flames) gegründet. Eine Demoaufnahme wurde im Eigenvertrieb unter dem Titel Screams from the Forest veröffentlicht. 1996 wurde die Besetzung um Jocke Göthberg (ex-Marduk), Fredrik Johansson und Hans Nilsson (ex-Liers in Wait, Diabolique, Crystal Age) ergänzt. Die EP Penetrations from the Lost World wurde im gleichen Jahr im Studio Fredman aufgenommen, sie enthält die alten Demotitel in neu eingespielter Version. War Music veröffentlichten 1997 das Werk. Mehrere Sampler-Beiträge folgten.
2002 stieg Daniel Antonsson ein und ersetzte den 1998 ausgeschiedenen Johansson. Später im Jahr erschien das Debütalbum Silent Night Fever über Regain Records. Die Band spielte ihren ersten Auftritt im Vorprogramm von Sodom in Japan. Anlässlich eines Festival-Auftritts in Korea durfte die Band in Busan ihre Hände im Zement verewigen.
Gründungsmitglied Glenn Ljungström stieg 2003 aus der Band aus. Das größtenteils von Daniel Antonsson geschriebene Studioalbum This Is Hell entstand ohne seine Beteiligung, auch die darauffolgende Tournee wurde als Quartett gespielt. In diesem Jahr erschien außerdem eine Wiederveröffentlichung der EP mit Bonustiteln, darunter ein Cover von Helter Skelter.
2008 erschien das dritte Album He Who Shall Not Bleed; Göthberg bezeichnete die Wartezeit bis zur Veröffentlichung als „für uns alle dieses Mal so was von unerträglich“; die Band hatte in der Zwischenzeit den Vertrag mit Regain Records nicht verlängert, „weil Dimension Zero eine Band ist, die nicht nach dem normalen Prinzip funktioniert und alle zwei Jahre ein Album am Start haben kann“. Das Album war Ende 2006 aufgenommen worden, die Band hatte jedoch „Ewigkeiten gebraucht, um das richtige Label für Europa zu finden. Aber letztlich kann man von einem Haufen wie uns auch nichts anderes erwarten. Uns geht es in erster Linie darum, Musik zu machen – von dem ganzen Drumherum hat keiner von uns so richtig Ahnung.“

## Musikstil und Texte
Die Musik bewegt sich zwischen Death Metal und Thrash Metal, wobei die Band laut Göthberg „während der Schaffensphase überhaupt keinen Metal“ höre. „Ansonsten besteht die Gefahr, nicht kreativ genug und originell zu sein, wobei unsere Vorliebe für Thrash Metal aus den Achtzigern nach wie vor sehr präsent ist.“ Auf He Who Shall Bleed wirken „die patentierten Strömblad-Riffs“ laut Robert Müller vom Metal Hammer „nicht (mehr), wie aus dem Recycling-Sack von In Flames entnommen“; dennoch werde die Band „sicher keine epochalen Erfolge einfahren, Songs wie ‚Unto Others‘ bedienen zu eindeutig die ‚Was wäre, wenn In Flames nicht so kommerziell geworden wären‘-Schiene“. Eigenständig seien nur das Titellied und Way to Shine. Wie Göthberg erklärte, handeln die Texte, die er für die Band schreibt, „eigentlich seit Anbeginn immer von denselben Dingen: Es sind alles sehr persönliche Ansichten über den Tod und die Angst, die davon ausgeht. Besonders auf der neuen Platte hat es aber einen sehr misanthrophischen [sic!] Touch, es geht um die Furcht vor und den Hass auf die Menschheit. Es geht darum, dass wir uns auf diesem Planeten selbst zerstören.“ Der Ausspruch zu Beginn von He Who Shall Not Bleed, „The only good human is a dead human“, reflektiert „eigentlich das gesamte Album“.

## Diskografie
- 1997: Penetrations from the Lost World (EP; Wiederveröffentlichung 2003)
- 1997: My Demon auf Mercyful Fate Tribute
- 1998: Troops of Doom auf Sepultural Feast – A Tribute to Sepultura
- 1998: They Are Waiting to Take Us auf War Compilation – War Dance 1.
- 2002: Silent Night Fever
- 2003: This Is Hell
- 2008: He Who Shall Not Bleed